# 목포여자상업고등학교
목포여자상업고등학교(木浦女子商業高等學校)는 대한민국 전라남도 목포시 상동에 위치한 사립 고등학교이다.

## 학교 연혁
- 1972년 6월 17일 : 학교법인 영화학원 설립, 초대 이사장 이경수 박사 취임
- 1972년 12월 29일 : 목포여자상업고등학교 설립 인가
- 1973년 1월 9일 : 초대 교장 오효근 선생 취임
- 1973년 3월 7일 : 개교 및 입학식
- 1974년 12월 29일 : 야간 상업과 2학급 증설 인가 (계 6학급)
- 1977년 2월 25일 : 특별학급 설치 인가 (계 3학급)
- 2016년 7월 18일 : 학과 개편(금융정보과, 회계정보과, 세무정보과, 보건경영과)
- 2021년 12월 9일 : 제17대 이사장 이호균 박사 취임
- 2022년 3월 1일 : 학과 개편 승인(공공사무행정과 2학급, 보건간호과 2학급)
- 2022년 9월 1일 : 제13대 교장 김광배 선생 취임
- 2024년 1월 10일 : 제49회 졸업식(졸업생 146명, 총 27,159명)

## 설치 학과
- 보건간호과
- 금융정보과
- 회계정보과
- 공공사무행정과
- AI콘텐츠과
- AI비즈니스과

## 참고 자료
- 목포여자상업고등학교 - 한국교육학술정보원 학교알리미